# Centaurea pseudocineraria
Centaurea pseudocineraria — вид квіткових рослин родини айстрових (Asteraceae). Ареал: Франція, Італія.